# Picot de Canens
El picot de Canens (Hemicircus canente) és una espècie d'ocell de la família dels pícids (Picidae) que habita la selva humida i bosquets de bambú del sud-oest, centre i est de l'Índia, Myanmar, Tailàndia i Indoxina.